# Christina Hagen
Christina Hagen (født Christina Hagen Nielsen 1980) er en dansk forfatter, færdiguddannet fra Forfatterskolen 2006. Hun har bidraget med tekster til forskellige tidsskrifter og til Forfatterskolens Afgangsantologi 2006. Hun har læst op ved talrige offentlige arrangementer, herunder CPH.LITT., København Læser, KUP, Piratoplæsning, Det Poetiske Bureau, Louisiana, Vild Med Ord. Hendes tekster er typisk tabukonfronterende og socialanalyserende (tager ofte udgangspunkt i en massemedieformidlet virkelighedsopfattelse) i deres indhold og sprogligt avancerede, genreeksperimenterende, humoristiske og vildtvoksende i deres form.
Christina Hagen debuterede i 2008 på Gyldendal med novellesamlingen "Sexdronning". I 2010 udkom "71 breve til M" – en brevroman baseret på korrespondancen med indsatte i danske fængsler. Digtsamlingen White Girl (2012) er en fiktionalisering af postkort skrevet af danske, hvide turister. Fra september 2013 kan White Girl, dramatiseret af Rune David Grue, ses på Det Kongelige Teater.
Hun har modtaget det treårige arbejdsstipendium fra Statens Kunstfond og Albertineprisen 2012. I 2014 fik hun Montanas Litteraturpris for Boyfrind.

## Udgivelser
- Sexdronning, Gyldendal, 2008 (Noveller)
- 71 breve til M, Gyldendal, 2010 (Brevroman)
- White Girl, Gyldendal, 2012 (Digte)
- Boyfrind, Basilisk, 2014 (digt/bogobjekt)